# Avenue des Ablettes
Pour l’article homonyme, voir Ablette (homonymie).
L’avenue des Ablettes (en néerlandais : Witvissenlaan) est une rue bruxelloise de la commune d'Auderghem. Parallèle à la rue des Pêcheries, elle relie l’avenue du Gardon à la rue des Néfliers sur une longueur de 210 mètres.
La numérotation des habitations va de 1 à 37 pour le côté impair et de 2 à 44 pour le côté pair.

## Historique et description
Au XVIIe siècle, ces terrains appartenaient au chevalier Corneille de Man. Son château de Watermael était situé en contrebas de la rue des Ablettes, à peu près à la hauteur de l’actuelle rue des Pêcheries.
Cinq avenues furent tracées sur le Kasteelveld, selon décision du collège du 15 mai 1937.
On leur choisit des noms inspirés par la famille des cyprinidés (famille des carpes) en l’honneur de l’étang de pêche situé plus bas.
Notons que « ablettes » n’a pas tout à fait le même sens que nl:witvissen qui se traduit plutôt par menu fretin ou blanchaille. Les ablettes sont de petits poissons blanchâtres, donc blanchaille, terme utilisé par les pêcheurs.
- Premier permis de bâtir délivré le 7 mai 1937 pour le no 12.

### Origine du nom
Elle porte le nom de l'ablette (Alburnus alburnus) un petit poisson argenté qui vit dans les eaux douces d'Europe.

## Situation et accès
| ___ | Ce site est desservi par la station de métro : Beaulieu. |

## Galerie

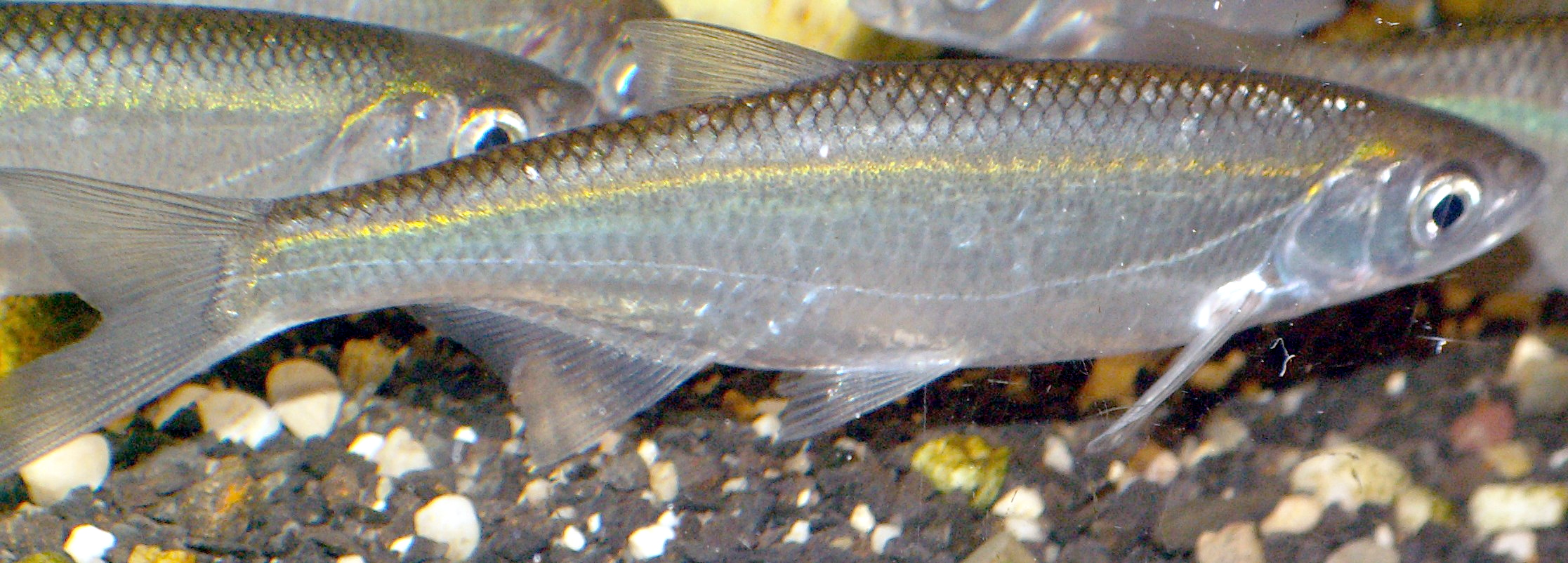
L'ablette